# Jotunheimen-hegység

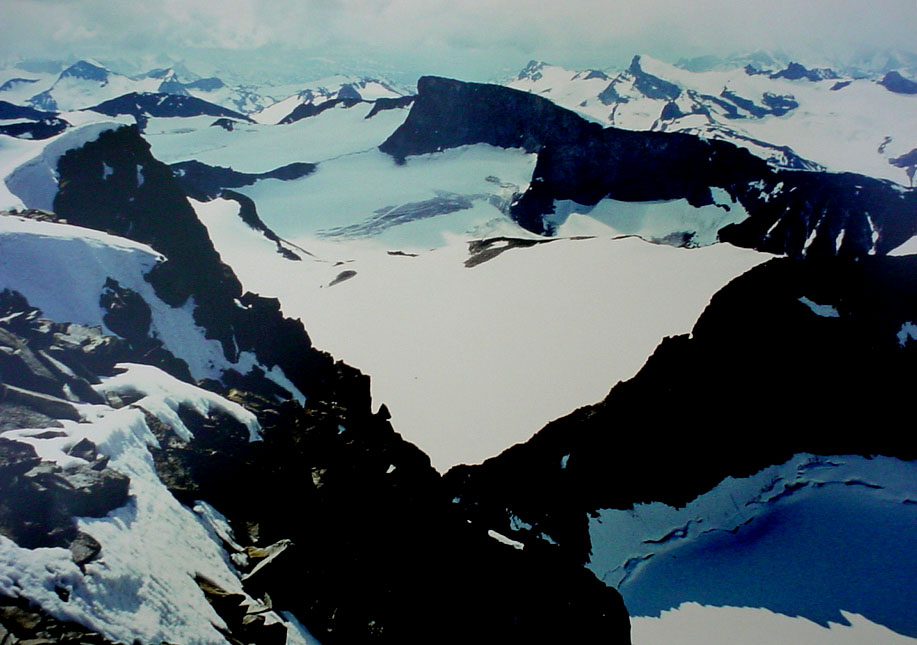
Kilátás a Galdhøpiggenről

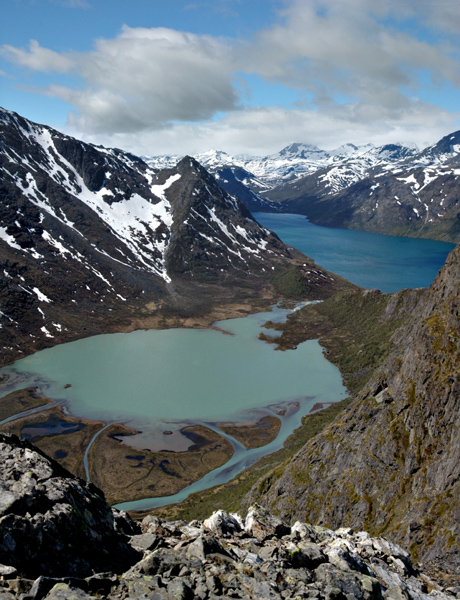
Kilátás a Knutshøiról a Jotunheimen-hegység középső vidéke felé

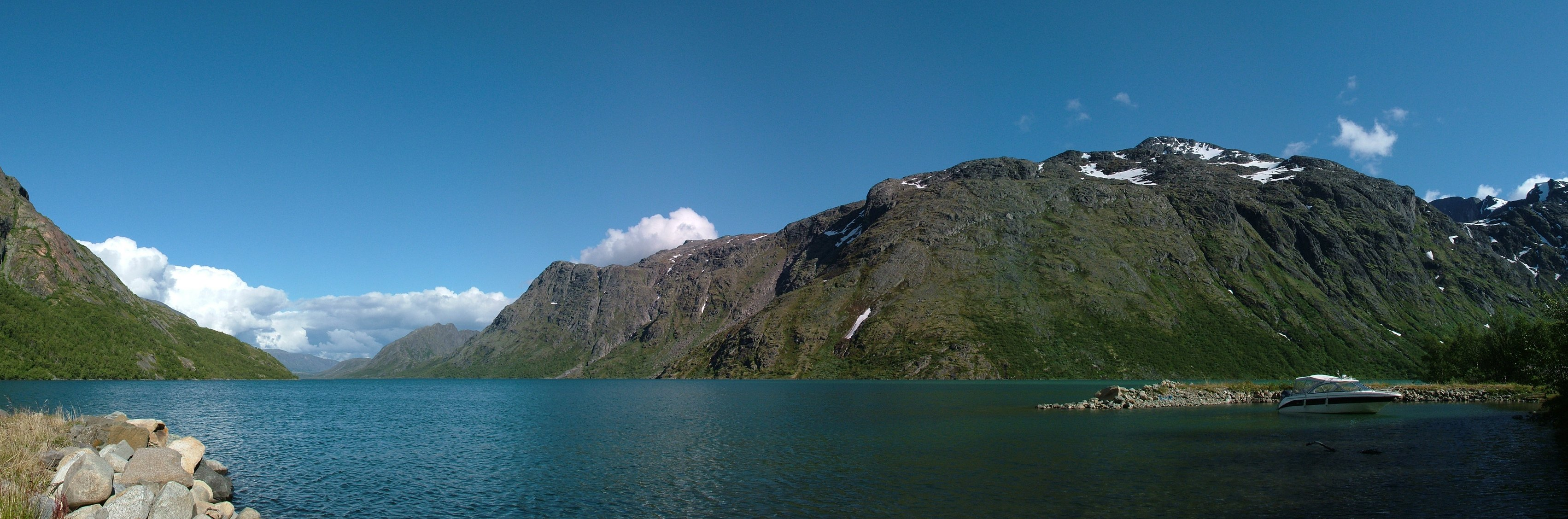
Kilátás a Gjende-tó felé a Memurubu turistaház felől

A Jotunheimen-hegység nagyjából 3500 négyzetkilométeren terül el Norvégia déli részén. A hegység a jóval nagyobb Skandináv-hegységrendszer része. Itt található Norvégia legmagasabb hegycsúcsai közül 29, melyek közül a Galdhøpiggen a legmagasabb a maga 2469 méteres tengerszint feletti magasságával. A Jotunheimen-hegység természetes határt képez Oppland megye és Sogn og Fjordane megye közt.
A hegységben található a Jotunheimen Nemzeti Park, melyet 1980-ban alapítottak és területe 1151 négyzetkilométer. A Hurrungane-hegység éles gerincű hegyvonulatai szintén a nemzeti park területéhez tartoznak. A nemzeti park tőszomszédságában található az Utladalen Tájképvédelmi Terület, amely magában foglalja az Utladalen-völgyet, illetve többek közt a Falketind-hegyet.
A Jotunheimen-hegység igen népszerű célpont a kirándulók és a hegymászók körében. A Norvég Hegyitúrázó Szövetség számos hegyi pihenő- és turistaházat tart fenn a vidéken a kijelölt turistaútvonalak mentén, melyek némelyike a turistaházakat köti össze, míg más útvonalak elvezetnek a hegycsúcsokig. A Gjende-hegyről induló útvonal egy sziklamászóhelyre vezet, amelyről egy tóhoz lehet leereszkedni. Az útvonal aljánál található a közismert Memurubu turistaház. Egy országos turistaútvonal vezet Lom településről Skjoldenbe, melynek neve Sognefjell út. Ezen útvonal, valamint az RV 51-es vezet át a Valdresflye fennsíkon.

## A név eredete
Eredetileg nem volt összefoglaló neve a területnek, de 1820-ban a norvég hegymászó és geológus Baltazaar Mathias Keilhau
javasolta, hogy Jotunfjeldene, vagyis "óriások hegyei" legyen a vidék neve, utalva az itt található magasba törő hegycsúcsokra. Ez az elnevezés később módosult Jotunheimenre Aasmund Olavsson Vinje költő által 1862-ben. Az újabb változat a norvég mitológia Jötunheimr nevű vidékéről kapta a nevét, mert a mitológia szerint Jötunheimrben az óriások laknak.

## Fordítás
- Ez a szócikk részben vagy egészben  a   Jotunheimen című angol Wikipédia-szócikk ezen változatának fordításán alapul.  Az eredeti cikk szerkesztőit annak laptörténete sorolja fel. Ez a jelzés csupán a megfogalmazás eredetét és a szerzői jogokat jelzi, nem szolgál a cikkben szereplő információk forrásmegjelöléseként.